# 呂号第五十六潜水艦 (2代)
|          |                                                                         |
| 艦歴     |                                                                         |
| 計画     | 昭和17年度計画（マル追計画）                                            |
| 起工     | 1943年12月2日                                                           |
| 進水     | 1944年7月5日                                                            |
| 就役     | 1944年11月15日                                                          |
| その後   | 1945年4月9日爆雷により沈没                                              |
| 亡失認定 | 1945年4月15日                                                           |
| 除籍     | 1945年5月25日                                                           |
| 性能諸元 |                                                                         |
| 排水量   | 基準：960トン 常備：1,109トン 水中：1,447トン                           |
| 全長     | 80.50m                                                                  |
| 全幅     | 7.05m                                                                   |
| 吃水     | 4.07m                                                                   |
| 機関     | 艦本式22号10型ディーゼル2基 電動機、2軸 水上：4,200馬力 水中：1,200馬力 |
| 電池     | 1号15型240コ                                                            |
| 速力     | 水上：19.8kt 水中：8.0kt                                                |
| 航続距離 | 水上：16ktで5,000海里 水中：5ktで45海里                                 |
| 燃料     | 重油                                                                    |
| 乗員     | 61名                                                                    |
| 兵装     | 40口径8cm高角砲1門 25mm機銃連装1基2挺 53cm魚雷発射管 艦首4門 魚雷10本   |
| 備考     | 安全潜航深度：80m                                                       |

呂号第五十六潜水艦（ろごうだいごじゅうろくせんすいかん）は、日本海軍の潜水艦。呂三十五型潜水艦（中型）の18番艦。初代については呂号第五十六潜水艦 (初代)を参照。

## 艦歴
1942年（昭和17年）の昭和17年度計画（マル追計画）により、1943年（昭和18年）12月2日、三井玉野造船所で呂号第七十五潜水艦として起工。1944年（昭和19年）7月5日、呂号第五十六潜水艦に改名されて進水。1944年11月15日に竣工し、二等潜水艦に類別。同日、舞鶴鎮守府籍となり、訓練部隊である第六艦隊第11潜水戦隊に編入された。
1945年（昭和20年）2月10日、第34潜水隊に編入。
3月18日、呂56は佐伯を出港し、九州南西沖に進出。22日、哨戒区域に到着したとの報告を最後に消息不明となる。
アメリカ側記録によると、4月9日、沖縄西方沖で、米機動部隊を護衛中の米駆逐艦マンセン(USS Monssen, DD-798)が820mの距離で潜航中の潜水艦をソナー探知し、爆雷攻撃を行った。その後、米駆逐艦マーツ(USS Mertz, DD-691)が合流し、爆雷攻撃を行った。その後、マンセンの最後の爆雷攻撃で潜水艦を撃沈した。これが呂56の最期の瞬間であり、艦長の永松正輝大尉以下乗員79名全員戦死。沈没地点は沖縄西方45浬地点付近、北緯26度09分 東経130度21分 / 北緯26.150度 東経130.350度。
4月15日、沖縄南西諸島海域で亡失と認定され、5月25日に除籍された。

## 歴代艦長

### 艤装員長
- 不詳

### 艦長
- 永松正輝 大尉：1944年11月15日 - 1945年4月9日戦死[2]